# 政治資金センター
公益財団法人政治資金センターは、政治資金の透明性、公正性の確保、国政と民主政治の健全な発展に寄与することを目的に設立された大阪市にある非営利団体。2016年設立。

## 組織の概要
関西地区の弁護士、研究者、公認会計士、ジャーナリスト、市民有志らによって、寄付金をもとに2016年6月23日に「一般財団法人政治資金センター」として設立された。同年11月28日に公益認定を受け、「公益財団法人政治資金センター」となった。弁護士の阪口徳雄と公認会計士の松山治幸が共同代表を務める。理事に上脇博之、立岩陽一郎らが名を連ねている。
政治資金収支報告書は、総務省、各都道府県など公表が集約されておらず、保管期限も3年と限られているため、政治資金センターは情報公開請求などに基づき入手、公式サイトで公開している。データベースのデジタル検索が可能。

## 提言
2021年9月1日にデジタル社会形成基本法が施行されデジタル庁が設置されたことをうけて、同日、政治資金収支報告書などの電子データでの提出を要請する文書を国政政党党首や内閣総理大臣などに送り、この中で行った各党へのアンケート結果を同年10月に公表した。